# Лясы (платформа)
«Лясы» (бел. Лясы) — остановочный пункт, расположенный рядом с деревней Сосновка и деревней Харки Пружанского района Брестской области.
Железнодорожная платформа находится между платформой Прилутчина и станцией Тевли.